# Bahnhof Puttgarden
Der Bahnhof Puttgarden war ein Fährbahnhof im Verlauf der Vogelfluglinie auf der Insel Fehmarn. Er liegt zwischen dem gleichnamigen Ort Puttgarden und Marienleuchte.
Nach Einstellung des Güterverkehrs und des internationalen Fernverkehrs im Dezember 2019 diente er nur noch dem SPNV auf der Vogelfluglinie und war von regionaler Bedeutung für Fehmarn. Der Bahnhof Fehmarn-Burg wurde 2010 eröffnet und liegt zentraler. Am 31. August 2022 wurde der Zugverkehr auf dem Streckenteil nördlich von Neustadt in Holstein eingestellt und wird bis voraussichtlich 2029 im Schienenersatzverkehr bedient.

## Betrieb und Geschichte
1961 wurde in Puttgarden ein großer Fährbahnhof gebaut und 1963 zusammen mit der Fehmarnsundbrücke nach nur drei Jahren Bauzeit in Betrieb genommen, da die traditionelle Fährverbindung von Deutschland nach Dänemark zwischen Rostock-Warnemünde und Gedser zum damaligen Zeitpunkt jenseits des Eisernen Vorhangs lag und die provisorische Eisenbahnfähre Großenbrode–Gedser vom Bahnhof Großenbrode Kai nach Gedser eine zu geringe Kapazität hatte.
Eröffnet wurde der Fährbahnhof durch den dänischen König Frederik IX. und den deutschen Bundespräsidenten Heinrich Lübke. Der Bahnhof hatte von Beginn an eine große Bedeutung, da ein großer Teil des schienengebundenen Güter- und Personenverkehrs von und nach Skandinavien über Puttgarden verschifft wurde. Hiervon zeugen noch heute die ausgedehnten und seit Einstellung des Güterverkehrs über die Vogelfluglinie fast komplett brachliegenden (Güter-)Gleisanlagen.

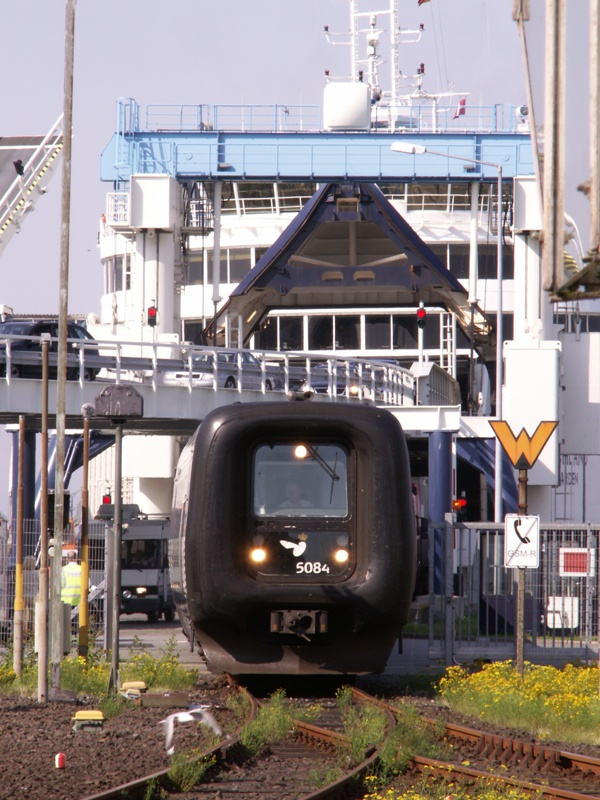
Ein EuroCity wird trajektiert.

Nach Inbetriebnahme der Großer-Belt-Querung über den Großen Belt in Dänemark 1997 fährt der Großteil der Züge aus wirtschaftlichen Gründen einen Umweg, damit die langwierigen Zugtrennungen wegen der begrenzten Gleiskapazität auf den RoRo-Schiffen und die damit verbundenen Rangierarbeiten vermieden werden. Dies betrifft vor allem den Güterverkehr zum Fährbahnhof Puttgarden, der zunächst teilweise und später ganz eingestellt wurde. Zeitgleich zur Einstellung des Güterverkehrs wurde im Zeitraum von 1996 bis 1998 der Fährbahnhof durch die Reederei Scandlines grundlegend modernisiert.

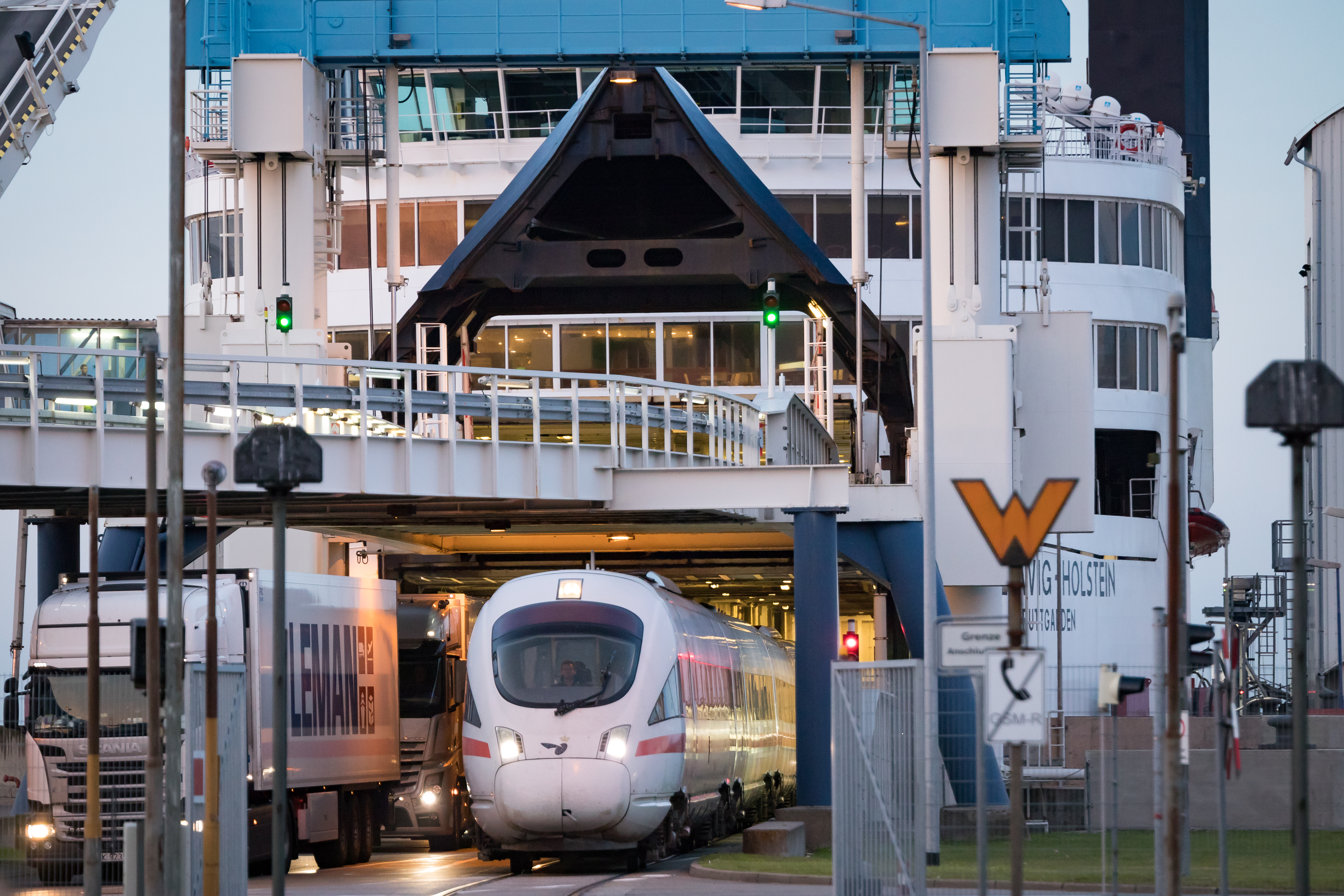
ICE verlässt ein Fährschiff (2017)

2007 wurde der Bahnhof erneut komplett modernisiert; es entstanden unter anderem ein ebenerdiger Zugang zu den beiden noch genutzten Bahnsteiggleisen mit einer gläsernen, automatischen Ausgangstür und eine zeitgemäße WC-Anlage mit Behindertentoilette (Euroschlüssel). Den vorläufigen Abschluss der Bauarbeiten bildete der Neubau des Bahnsteigs, bei welchem der Bahnsteig erheblich verkürzt, leicht angehoben und mit einer zeitgemäßen Beleuchtungs- und Lautsprecheranlage ausgestattet wurde. Der ehemalige Zugang zu allen Bahnsteigen über eine überdachte Brücke, die auch als Zugang für Fußgänger zu den Fährschiffen diente, wurde gesperrt. Die Zugangsbrücke zu den Fährbetten 1 und 2 wurde abgerissen und dafür eine neue Zugangsbrücke weiter westlich zum Fährbett 1 errichtet.
Die früher lokbespannten EuroCity von Hamburg nach Kopenhagen wurden in den 1990er Jahren durch dreiteilige dänische MF-Triebzüge ersetzt, die ohne Einsatz von Rangierloks getrennt und vereinigt werden können. Von Dezember 2007 bis Dezember 2017 wurden die IC3 von ICE-Zugpaaren der deutschen Baureihe 605 (ICE-TD) ergänzt, die mehrmals täglich die Relation Kopenhagen–Hamburg bedienten; der Lauf eines Zugpaars wurde bis Dezember 2016 nach Berlin verlängert.
Im August 2010 wurde in Burg auf Fehmarn der dortige ehemalige Bahnhof als Haltepunkt wieder reaktiviert. Dieser trug die Bezeichnung Fehmarn-Burg. Seit Dezember 2010 begannen und endeten die Intercity der Linie 31 nach Frankfurt am Main dort und fuhren den Bahnhof Puttgarden nicht mehr an.
Seit dem Fahrplanwechsel im Dezember 2017 wurde der Fährbahnhof Puttgarden nur noch durch dänische IC3-Züge sowie den Nahverkehr angefahren. Im Herbst 2018 wurden diverse Gleise stillgelegt.
Bereits seit dem Fahrplanwechsel im Dezember 2019 wurden die EuroCity-Züge über die Bahnstrecke Fredericia–Flensburg umgeleitet, Grund sind vorbereitende Bauarbeiten für den Fehmarnbelttunnel auf dänischer Seite. Damit endeten nach 56 Jahren Trajektierung und Fernverkehr in Puttgarden.

## Zukunft
Während des zweigleisigen Ausbaus und der Elektrifizierung der Bahnstrecke zwischen Lübeck und Puttgarden zur Schienenanbindung für die Feste Fehmarnbelt-Querung (FBQ) können seit 2022 sieben Jahre lang keine Züge zwischen Fehmarn und Neustadt fahren. Es gibt während dieser Zeit einen stündlichen Ersatzverkehr mit Doppelstockbussen zwischen Puttgarden und Lübeck, die einen Zuganschluss in Haffkrug gewähren. Eine Wiedereröffnung des ehemaligen Bahnhofs Puttgarden ist nicht geplant. Ob nach der Inbetriebnahme der FBQ ein neuer Haltepunkt etwas südöstlich des heutigen Standorts an der neuen Trasse eingerichtet wird, ist derzeit offen.

## Infrastruktur

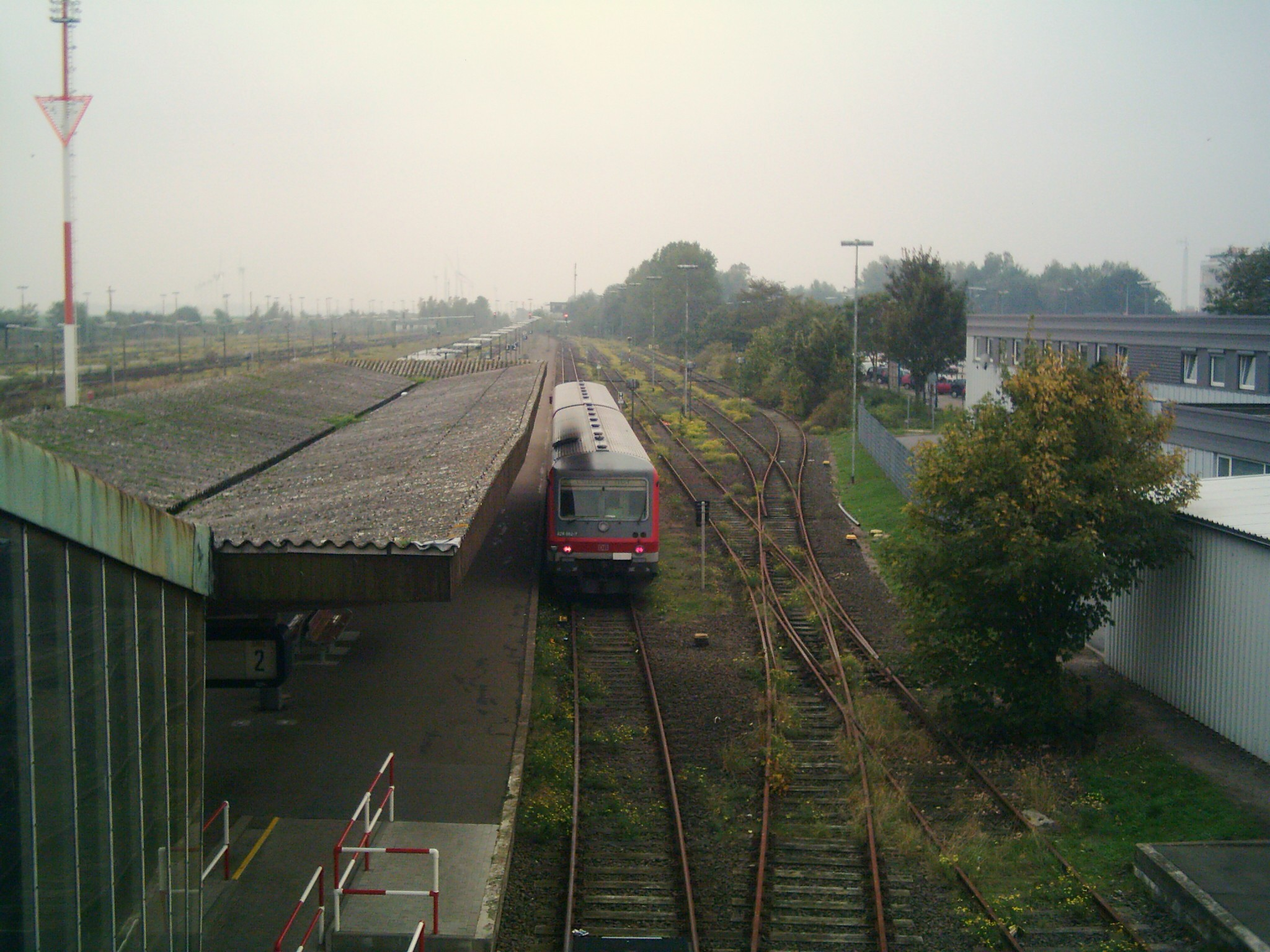
Gleisanlagen Blickrichtung Burg mit Regionalbahn der Baureihe 628

Der Bahnhof besaß insgesamt 22 Kilometer Gleise und 145 Weichen (1986: 126 Weichen). Mit Bescheid vom 25. September 2018 hat das Eisenbahn-Bundesamt dem Antrag der DB Netz AG vom 5. Oktober 2017 auf dauernde Einstellung (Stilllegung) der Gleise 5, 6, 8, 9 und 72–78 im Bahnhof Puttgarden stattgegeben. Der Antrag war begründet worden mit der Unwirtschaftlichkeit der Gleise, die zuletzt nicht genutzt und nicht nachgefragt worden seien.
Von den Bahnsteiggleisen waren bis 2022 nur noch zwei zugänglich. Die Züge fuhren bis zur Einstellung des Zugbetriebes am 31. August 2022 überwiegend von Gleis 2. Zwei weitere Bahnsteige mit je zwei Bahnsteiggleisen waren außer Betrieb.
Der sich dem Bahnhofsareal anschließende Hafen verfügt über vier Fährbecken, davon zwei mit Anschluss für Landgangpassagiere. Die Fährbetten 1 bis 3 verfügten über einen Gleisanschluss. Lediglich das an Gleis 2 und 3 anschließende Becken 1 wurde bis 2019 noch benutzt, um Triebzüge zu trajektieren.
Südlich und östlich des Personenbahnhofes befanden sich früher umfangreiche Abstellgleise und das Bahnbetriebswerk Puttgarden.

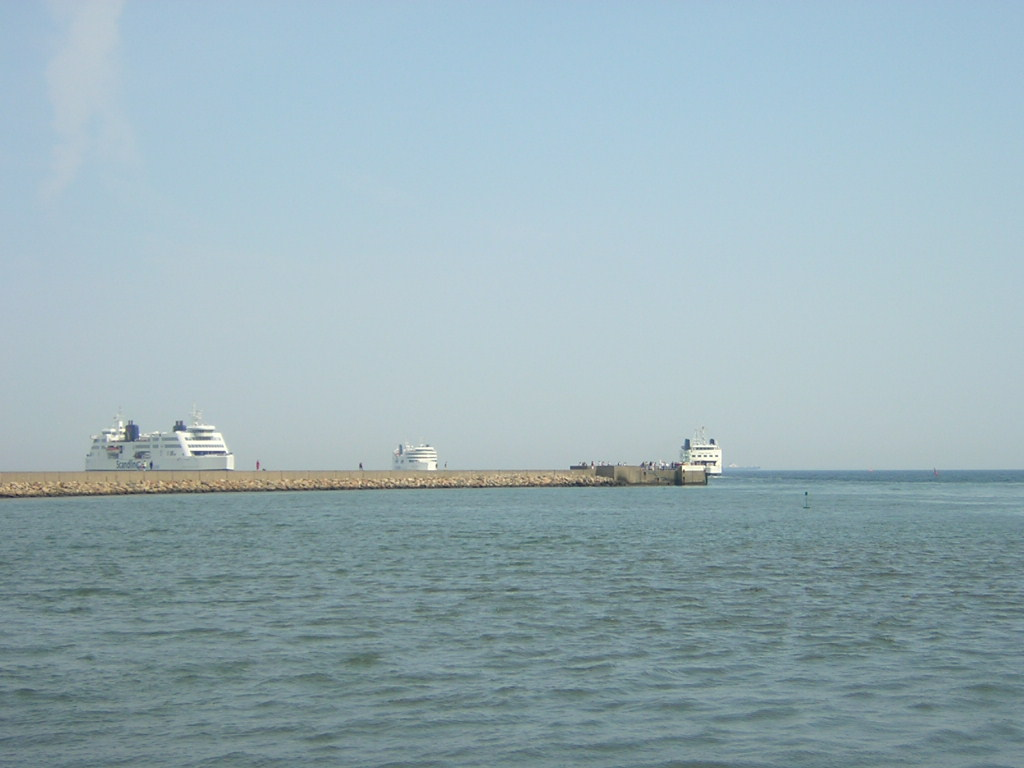
Außenbereich des Hafens
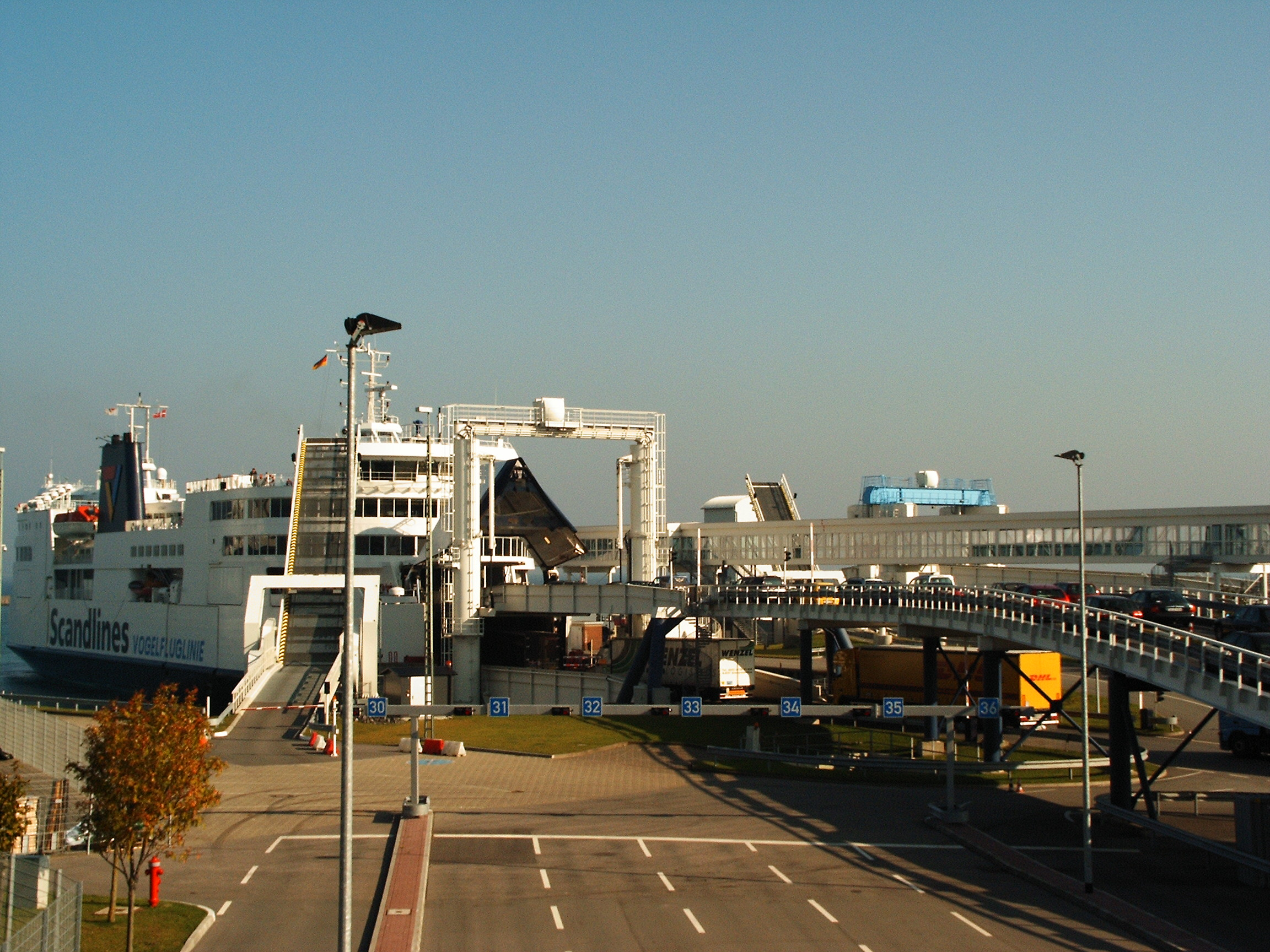
Fähre im gleislosen Fährbett 4
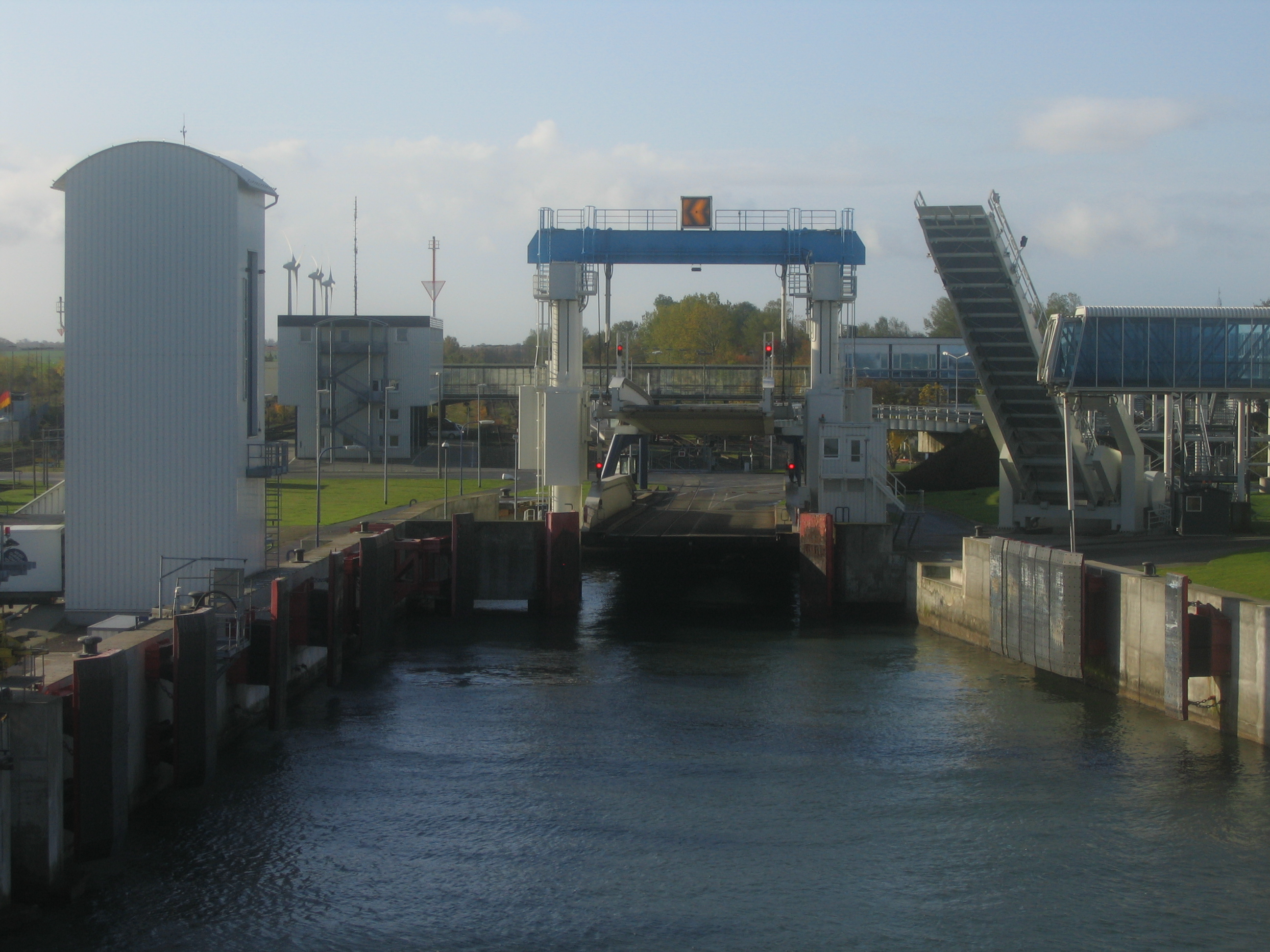
Einfahrt ins Fährbett 1 (2008)
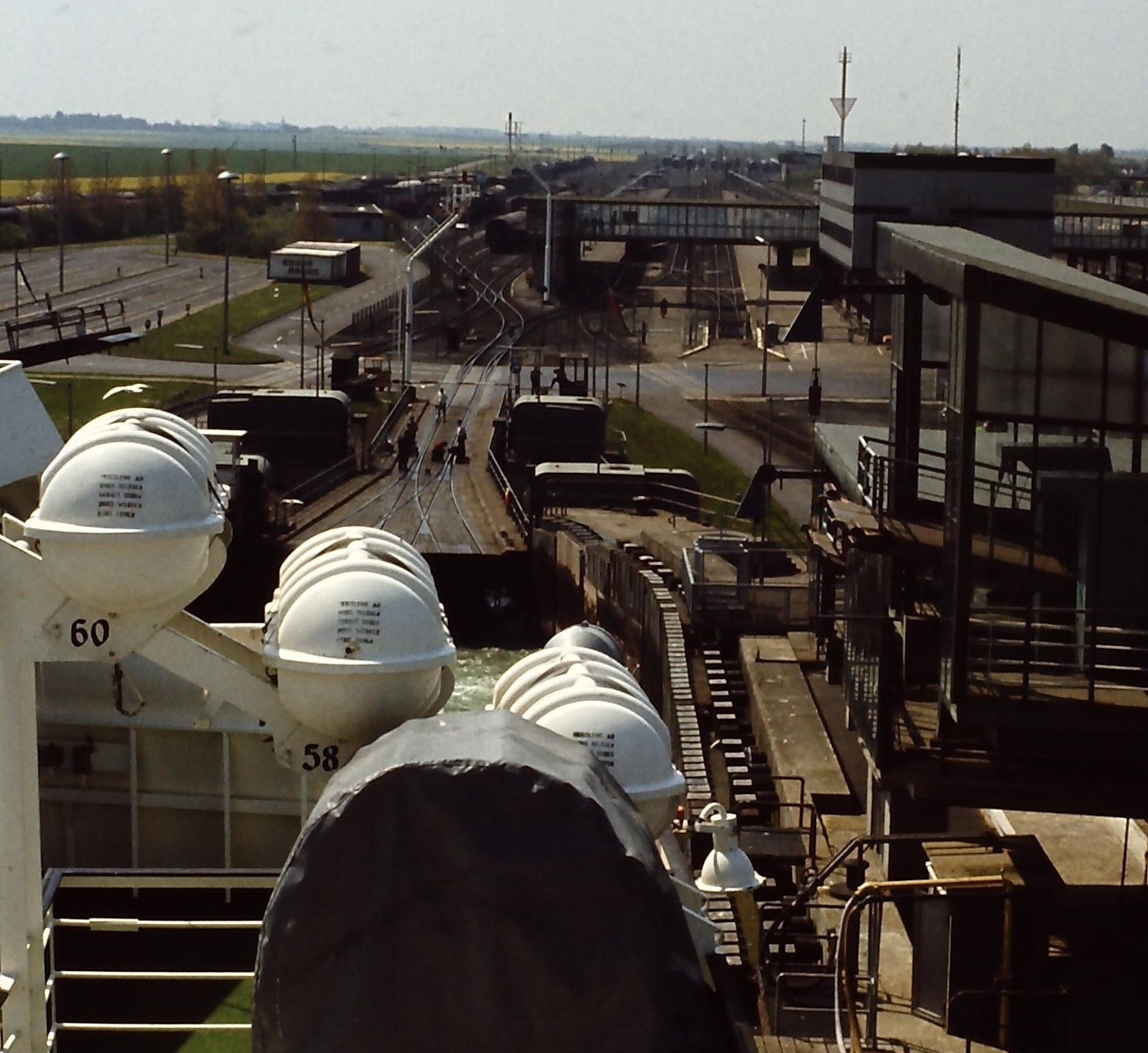
Gleise am Fährbett 2 (1980)

In Puttgarden endet nach 1738 Kilometern die Deutsche Ferienroute Alpen–Ostsee. Die Fährverbindung führt nach Rødby auf der dänischen Insel Lolland, der dortige Fährbahnhof ist Rødby Færge Station.
Trotz der Brücke über den Großen Belt besitzt Puttgarden mit den Fähren der Scandlines nach wie vor Bedeutung als wichtiges „Tor Deutschlands nach Skandinavien“.

## Bedienung (Schienenersatzverkehr)
| Linie           | Zuglauf                                                                                                   | Takt      | Kursbuchstrecke        | Eisenbahnverkehrsunternehmen                            | Fahrzeugmaterial         |
| --------------- | --- | --------- | ---------------------- | ------------------------------------------------------- | ------------------------ |
| X 85            | Lübeck Hauptbahnhof – Haffkrug – Lensahn – Oldenburg (Holstein) – Großenbrode – Fehmarn-Burg – Puttgarden | stündlich | 140: Lübeck–Puttgarden | DB Autokraft im Auftrag von DB Regio Schleswig-Holstein | Doppelstöckiger Reisebus |
| Stand: Mai 2024 | |           |                        |                                                         |                          |

Vom Fährbahnhof aus bestehen mehrere Omnibusverbindungen der Autokraft, unter anderem nach Burg auf Fehmarn.

## Erwähnenswertes
Der Bahnhof Puttgarden war zusammen mit dem Nord-Express in einem Tatort-Krimi mit dem Namen Kressin stoppt den Nordexpress Drehort. Die Hauptrolle als Zollfahnder Kressin hatte Sieghardt Rupp.
Außerdem wurden Teile des Films Zugvögel … Einmal nach Inari von Regisseur Peter Lichtefeld mit Joachim Król und Peter Lohmeyer in den Hauptrollen in Puttgarden gedreht.